# Anare-Nunatakker
Die Anare-Nunatakker sind eine Gruppe hauptsächlich schneebedeckter Gebirgskämme mit exponierten Gipfeln (sogenannte Nunatakker) von bis zu 2035 m Höhe im ostantarktischen Mac-Robertson-Land. Sie ragen 25,5 km südlich der Stinear-Nunatakker auf.
Erstmals besucht wurden sie im November 1955 von einer Mannschaft im Rahmen der Australian National Antarctic Research Expeditions (ANARE) unter der Leitung des australischen Polarforschers John Mayston Béchervaise (1910–1998). Namensgebend ist das Akronym der Forschungsreise(n).